# Puré

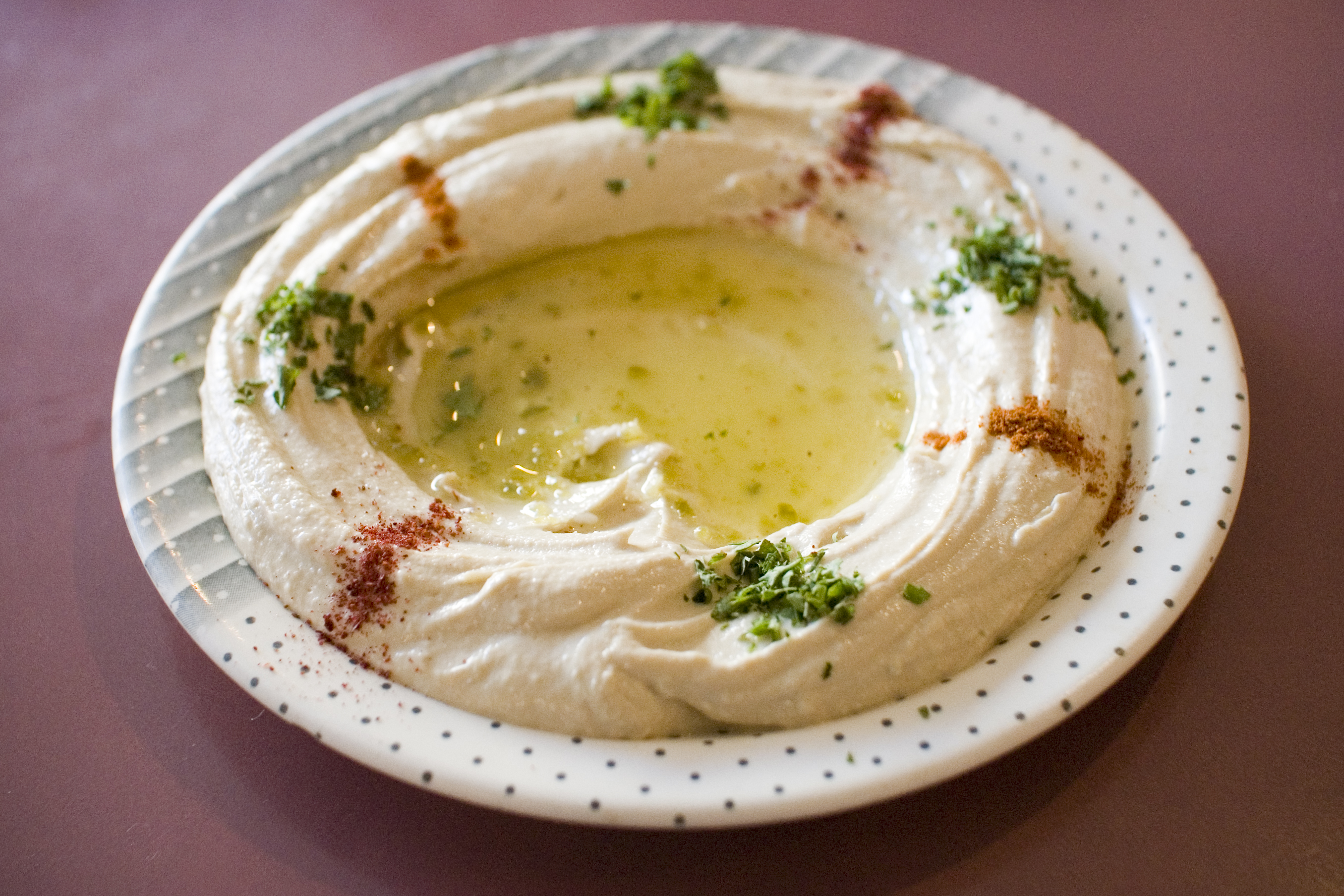
Puré de cigrons

Un puré és una recepta culinària preparada a partir de llegums, verdures, fruites o carn o peix, trinxats fins a obtenir una pasta fina, homogènia i espessa.

## Elaboració
Els ingredients es poden triturar amb un passapuré prèviament cuinats. Algunes verdures cal pelar-les abans. Normalment el procés és molt més fàcil amb els ingredients cuinats i ben tous, quan es poden fer puré amb una forquilla o altres estris de cuina dins d'un bol prou gran. Es pot afegir aigua o llet segons la recepta.
La preparació d'un puré pot ser una etapa prèvia de la preparació d'un plat com els bunyols, la coca bamba, el pastís de patata (amb puré de patata i carn picada), el soufflé, etc.

## Alguns purés
- Puré de patates
- Puré de cigrons o hummus
- Puré d'albergínia

## Variants
- Per als nadons se sol fer purés que contenen carn o peix amb verdures, sovint basats en una part del plat que es fa pels adults, però simpement passat pel passapuré o el túrmix. També es venen ja preparats en forma de potets. Igualment, també es fan purés semblants per a malalts amb problemes de dentició o per a empassar, etc.
- Hi ha purés, com el puré de tomàquet, que es preparen de forma industrial i es venen en llauna.
- El puré de castanya es fa servir en pastisseria.
- Trinxat de la Cerdanya
- Aligot
- Pastís d'escórpora